# Hans im Glück (film 1916)
Hans im Glück è un film muto del 1916 diretto da Hubert Moest. Tratto da un lavoro del commediografo Georg Kaiser, aveva come interprete principale Hedda Vernon nelle vesti maschili di Hans, il protagonista della storia.

## Trama
Hans ha una sorella, una bella maestra di piano la quale ha una relazione sentimentale con uno dei suoi studenti, un giovane conte. I due sono innamorati ma quando il contino sente parlare di matrimonio, si ritrae con grande sconforto della ragazza. Hans, allora, prende in mano la situazione: si presenta a palazzo, dal vecchio conte, riesce a parlargli e a raccontargli tutta la storia. Costui acconsente a conoscere la ragazza. Conquistato dalla giovane, il conte dà l'assenso al matrimonio che potrà così coronare il sogno dei due innamorati.

## Produzione
Il film fu prodotto da Franz Vogel per la Eiko Film GmbH.

## Distribuzione
Uscì nel 1916, con il visto di censura dell'agosto 1916